# Давіди (Вармінсько-Мазурське воєводство)
Давіди (пол. Dawidy, нім. Davids) — село в Польщі, у гміні Пасленк Ельблонзького повіту Вармінсько-Мазурського воєводства.
У 1975-1998 роках село належало до Ельблонзького воєводства.